# Ильинское сельское поселение (Чувашия)
Ильи́нское се́льское поселе́ние (чув. Ильинка ял тӑрӑхӗ) — муниципальное образование в составе Моргаушского района Чувашской Республики.
Административный центр — деревня Тренькино. Глава поселения — Соколова Марина Вячеславовна.
Ильинское сельское поселение входит в северную зону Чувашской Республики.
На 01.01.2009 года а сельском поселении числилось 1083 хозяйства, проживало 2219 человек. Территория сельского поселения составляет 5397 га, в том числе сельскохозяйственные угодья − 2294 га, из них пашни — 1980 га, леса — 231 га.

## Населённые пункты
На территории поселения находится 16 деревень и 1 село.
| Название      | Тип                             | Население (на 1.01.2009) |
| ------------- | ------------------------------- | ------------------------ |
| Тренькино     | Деревня, административный центр | 328                      |
| Апчары        | Деревня                         | 196                      |
| Вурманкасы    | Деревня                         | 117                      |
| Васильевка    | Деревня                         | 9                        |
| Ильинка       | Село                            | 31                       |
| Куськино      | Деревня                         | 95                       |
| Магазейная    | Деревня                         | 180                      |
| Мемеккасы     | Деревня                         | 107                      |
| Ойкасы        | Деревня                         | 93                       |
| Старое Шокино | Деревня                         | 51                       |
| Тябакасы      | Деревня                         | 160                      |
| Хоп-Кибер     | Деревня                         | 166                      |
| Хундыкасы     | Деревня                         | 139                      |
| Хыркасы       | Деревня                         | 79                       |
| Чебелькасы    | Деревня                         | 70                       |
| Чураккасы     | Деревня                         | 368                      |
| Шерек         | Деревня                         | 30                       |